# Joseph Kalichstein
Joseph Kalichstein (* 15. Januar 1946 in Tel Aviv, Palästina; † 31. März 2022) war ein US-amerikanischer klassischer Musiker (Piano), Musikpädagoge und Hochschullehrer.

## Leben und Wirken
Kalichstein zog Mitte der 1960er-Jahre in die Vereinigten Staaten, um an der New Yorker Juilliard School bei Edward Steuermann und Ilona Kabos Musik zu studieren. 1967 gewann er die Young Concert Artists International Auditions, die zu seinem Rezital-Debüt in New York City führten. Anschließend lud Leonard Bernstein den damals 21-jährigen Kalichstein ein, Beethovens 4. Klavierkonzert mit dem New York Philharmonic im Rahmen der landesweit ausgestrahlten Young People’s Concerts-Reihe zu spielen, und stellte ihn vor als „einen jungen Künstler mit Tiefgang vor und Kraft, um zu [Beethovens] Musik zu passen.“ 1969 gewann er den ersten Preis beim Leventritt-Wettbewerb.
Kalichstein trat 1983 der Juilliard Piano Faculty bei und erhielt 2003 den Edwin S. and Nancy A. Marks Chair im Fachbereich Kammermusik. Zu seinem Schülern gehören u. a. Lera Auerbach, Ignasi Cambra Silke-Thora Matthies und Saori Ōno.
Er war 1977 Gründungsmitglied des Kalichstein-Laredo-Robinson Trios  (mit Jaime Laredo und Sharon Robinson) und begann 2003 seine langjährige Residenz im Kennedy Center. Berühmt für die tief empfundene Intensität seines Spiels, trat Kalichstein mit vielen der größten Orchester der Welt auf, darunter die Symphonieorchester von Berlin, London, Boston und Chicago und das Cleveland Orchestra. Er trat außerdem regelmäßig bei den Sommerfestivals in La Jolla, Aspen, Ravinia, Santa Fe, Tanglewood und Verbier auf. Aufnahmen entstanden für die Label Audiofon, Erato, Koch International, Nimbus, RCA und Vanguard Records. Darüber hinaus war er Kammermusikberater des Kennedy Center und künstlerischer Leiter der Veranstaltungsreihe Fortas Chamber Music Concerts im Kennedy Center.

## Diskographische Hinweise
- 1987: 	Mendelssohn: Piano Concertos Nos. 1 & 2; Hebrides Overture 	(Nimbus Records)
- 1999: 	Prokofiev: Piano Sonata No. 9; Bartok: Sonata; Folk Rondos; Allegro Barbaro (Vanguard)
- 2007: 	Clara Schumann, Brahms, Schumann: Works for piano (Koch International Classics)
- 2007: 	Beethoven: The Complete Cycle of Trios, Vol. 2 	(Koch International Classics)